# Gregor Hennig
Gregor Hennig (* 1974) ist ein deutscher Produzent, Songwriter und Schlagzeuger.

## Leben
Mit elf Jahren gründete Gregor Hennig zum ersten Mal eine Band. Drei Jahre lang war er Sänger der Band Oedies, bis er wegen Stimmbruchs 1989 zum Schlagzeug wechselte und in diversen Grindcore- und Death-Metal-Bands spielte. Im Jahr 1993 gründete Hennig als Schlagzeuger und Songwriter die Crossover-Hip-Hop-Band Saprize. Die Band löste sich 1996 auf. Zwischen 1995 und 2001 war Hennig Kopf der Trip-Hop-Pop-Band Czech.
Nach einem kurzen London-Aufenthalt 1994 bis 1995, während dessen er im Eastcote Studio und im Fortress Studio zwei Alben produzierte, begann Hennig im Institut für Wohlklangforschung, einem Hannoveraner Tonstudio, als Produzent und Tontechniker zu arbeiten. In der Zeit von 1996 bis 2002 arbeitete er dort mit zahlreichen Bands an deren Alben. Bei Joachim Witts Tour 1999/2000 war Hennig Schlagzeuger, anschließend trommelte er bei Hanns Martin Slayer, einer Slayer-Coverband, bei der er unter dem Namen Lombardo di Caprio auftritt.
Von 2000 bis 2013 lebte Gregor Hennig in Hamburg, wo er unter anderem Alben für Die Sterne, Phillip Boa, Trashmonkeys, The Robocop Kraus, Ilse Lau und Ascii Disko produzierte. Im Electric Avenue entstanden Aufnahmen für Tigerbeat, 200 Sachen und Neat Neat Neat, im Soundgarden Studio produzierte Gregor Hennig in Zusammenarbeit mit Chris von Rautenkranz ein Trashmonkeys-Album sowie das Debütalbum der Hamburger Band The Sea, zahlreiche weitere Produktionen entstanden im Rekorder Tonstudio. 2007 rief Hennig das Tonstudio Le Chatelet in Hamburg-Altona ins Leben und spielte 2007–2013 Schlagzeug bei Tenfold Loadstar. Im Jahr 2013 erfolgte ein Umzug nach Bremen, dort betreibt Hennig seitdem das Studio Nord Bremen.

## Bands
- 1986–1988: Die Oedies (Songwriter und Sänger)
- 1989–1992: Mutant Gods (Schlagzeuger)
- 1993–1996: Saprize (Songwriter und Schlagzeuger)
- 1995–2001: Czech (Songwriter und Schlagzeuger)
- 1999–2000: Joachim Witt (Schlagzeuger)
- 2000–2003: Nimai (Songwriter und Schlagzeuger)
- 2000–2008: Hanns Martin Slayer (Schlagzeuger unter dem Pseudonym „Lombardo di Caprio“)
- 2007–2013: Tenfold Loadstar (Schlagzeuger)
- 2012–2014: Garlands (Songwriter und Schlagzeuger)

## Musikproduktion / Mix / Aufnahme (Auswahl)
- Muff Potter Album „Bei Aller Liebe“
- Bela B. Album „Bastard“
- Die Sterne 3 Alben „24/7“, „Das Weltall ist zu weit“, „Räuber und Gedärm“, 2 EPs „Der Riss“, „Für Anfänger“
- Rhonda 4 Alben „Raw Love“, „Wire“, „You Could Be Home Now“, „Forever Yours“
- Me and My Drummer Album „Love is a fridge“
- Fluppe 2 Alben „Blüte“, „Boutique“
- Herrenmagazin Album „Sippenhaft“
- The Robocop Kraus Album „Living With Other People“, EP „Who Do They Think They Are“, EP „Metabolismus Maximus“
- Grausame Töchter 7 Alben „Mein eigentliches Element“, „Alles für Dich“, „Glaube Liebe Hoffnung“, „Vagina Dentata“, „Engel im Rausch“, „Zyklus“, „Werkschau“
- Twins in Fear 2 Alben „Unification“, „Nothing But A Dream“
- Vierkanttretlager Album „Die Natur greift an“
- Die Liga der gewöhnlichen Gentlemen Album „It's OK to Love DLDGG“
- Miu 2 Alben „Leaf“, „Modern Retro Soul“
- Trashmonkeys 4 Alben „Clubtown“, „The Maker“, „Favourite Enemy“, „Smile“
- Phillip Boa and the Voodooclub 3 Songs auf „C90“, Singlemix „Punch and Judy Club“
- Superpunk Album „Die Seele des Menschen Unter“
- Halma 3 Alben „dissolved Solids“, „Granular“, „The Ground“
- Nihiling Album „Batteri“
- Me And Cassity Album „Appearances“
- Dirk Darmstaedter 3 Alben „The Wrong Boy“, „So geht das jede Nacht“, „Before We Leave“
- Terry Hoax Album „Serious“
- M. Walking on the Water Album „Flowers for the Departed“
- Eisenvater Album „IV“
- Audiokollaps 2 Alben „Ultima Ratio“, „Panzer“ EP „Music from an Extreme Sick World“
- Mariahilff Album „Mariahilff“
- Oiro 4 Alben „Als was geht Gott an Karneval?“, „Vergangenheitsschlauch“, „Meteoriten der großen Idee“, „Mahnstufe X“
- Czech 2 Alben „Czech“, „World Mad“
- Saprize 6 Alben „Alwaysacutahead“, „No!“, „28203“, „Element of Saprize“(Japan), „Saprize“ (USA), „Drunken Masters“
- Tenfold Loadstar Album „Mellow Garden“
- 200 Sachen Album „Reich und schön“
- Adjudgement 2 Alben „Information Fallen to Rock Bottom“, „At Two O’Clock“
- Annex5 2 Alben „Demons“, „Sex Rag“
- Ascii.Disko 2 Alben „Ascii Disko“, „Alias“
- Home of the Lame 1 Album „Sing What You Know“
- Ilse Lau 5 Alben „Wijbren De Beer“, „Tjempie De Kat“, „De Tinnen Mannen“, „Tosh Togs“, „Abbreviation Hits“
- Kapaikos Album „Teerwalzer“, EP „Chemo Protex Motel“
- Nice New Outfit 2 Alben „NNO“, „Strip Down Stand Up“
- Nimai Album „Fallen From a Star“
- Oomph! Remix „Brennende Liebe“
- Sonic Dolls Album „I'm a Flower Too“
- Systemhysterie 2 Alben „Mit Deinem Gefühl für mich“, „Wir fordern die Macht“
- Tigerbeat 2 Alben „No.1“, „13 Songs“
- Zuhause Album „Autoscooter“
- Diametrics 2 Alben „There Is“, „Options“
- Da Impact Album „Mindshake“